# 约瑟夫·阿弗诺尔
约瑟夫·路易·安纳·马里·夏尔·阿弗诺尔（法語：Joseph Louis Anne Marie Charles Avenol，法語發音：[ʒozɛf lwi an maʁi ʃaʁl avnɔl]；又譯愛文諾，1879年6月9日—1952年9月2日），法国外交官。1933年至1940年間為国际联盟（國聯）第二任秘书长，前任為英國籍的埃里克·德拉蒙德爵士，1940年由愛爾蘭籍西恩·雷斯特繼任，直到二戰結束後，國聯在1946年解散為止。

## 職涯
1922年，阿弗诺尔从法国财政部調至国联負責財政業務。1933年，國聯首位秘書長德拉蒙德辞职。根據《凡爾賽條約》時的秘密協議，第一任秘書長已為英國人，則第二任須為法國人，阿弗诺尔因此從副秘書長升任國聯第二任秘書長。以副秘书长的身分繼任為第二任秘書長。國際認為阿弗诺尔在任內利用國聯來延續法國外交部對德国、意大利的姑息政策。
阿弗诺尔在日本退出國聯不久後上任，隨後德國亦退出國聯，而阿根廷恢复正式成员资格。 他壓抑對這些國家採取行動或批評的聲浪，想要吸引它們回到國聯。1935年第二次義大利衣索比亞戰爭時，阿弗诺尔聚焦在把義大利留在國聯內，而非保護衣索比亞。
後來，阿弗诺尔描繪了一個「有著新靈魂的新法國」，打算「和德國、義大利一起把英國趕出歐洲。」也曾致信菲利普·貝當元帥，表達對維琪政府的忠誠。与此同时，他解雇了國聯的大部分员工，包括所有的英国雇员。二戰開始後，阿弗诺尔在1940年8月31日決定永遠離開日內瓦與國聯。

## 晚年和逝世
西恩·雷斯特接任其職位時，國際聯盟在原本的700名職員中僅剩100名雇員，其中還包含警衛和看門人。二戰期間，雷斯特設法保持國聯技術及人道主義計畫的有限運作，並在1946年將國聯的資產和職能移交給新成立的联合国。
維琪政府拒絕阿弗诺尔的供職，故其被迫在1943年新年前夕逃回瑞士，以免被德國人捕殺。1952年在瑞士迪耶家中逝世，享年73岁。

## 荣誉
1921年獲大英帝国爵級司令勳章。

## 腳註
1. ↑  〈國聯秘書長J. Avenol（阿弗诺尔）發表日本退出國聯宣言〉，《外交部》，中華民國國史館藏，數位典藏號：020-010102-0242，第20頁〈日內瓦萬國報一九三五年三月廿七日〉（抄本）：「國聯行政院秘書長愛文諾之宣言。日本係國聯最初成員國之一，……」

## 外部連結
- History of his administration
- 阿弗诺尔的簡歷 （页面存档备份，存于）
- 有关约瑟夫·阿弗诺尔在德国经济学中央图书馆（ZBW）20世纪新闻档案中的剪报。

| 前任： 埃里克·德拉蒙德 | 國際聯盟秘書長 · 1933年7月3日—1940年8月31日 | 繼任： 西恩·雷斯特 |